# سیاه‌شور استرالیایی
سیاه‌شور استرالیایی (نام علمی: Suaeda australis) نام یک گونه از سرده سیاه‌شور است.